# Pterophyllum
Familia: Ciclide
Genul : Pterophyllum
Nume latin: Pterophyllum scalare
Numele englezesc: Angel Fish
Numele românesc: Scalar
Origine: America de Sud, Din bazinele fluviilor sau râurilor mari precum: Amazon, Orinoco, Essequibo, Oyapock.
Condiții din habitatul nativ:	PH între 6.0 – 8.0 și 	dH 4 - 14. 	Temperaturi:24° - 30 °C.
Proveniența în România: majoritatea scalarilor care se găsesc în România provin din surse artificiale (sunt născuți și crescuți în acvarii).
Dimensiunea maximă: 12 cm – corpul fără înotătoarea dorsală și fără radiale.
Temperatura apei în acvarii cu scalari: 24°C de creștere, 26°-28°C de reproducere.
Dimorfism sexual: prezent, foarte greu de distins. Masculii bătrâni au pe cap curbura mai pronunțată (formând un fel de cocoașă, specifică cicloidelor), în timp ce la femele linia capului este mai dreaptă. Cel mai corect se deosebesc masculii de femele în momentul împerecherii, la depunerea icrelor.
Un pește, prezent des în acvarii și bazine. Crește între 10–17 cm înălțime. Fiind atât de popular printre acvariști, nu este pe cale de dispariție. Culoarea: auriu, alb, dungat, negru sau maroniu. Solzii sunt mici, foarte fini și nu depășesc mărimea unui bob de muștar. 
Este răspândit.